# 高维岭
高维岭（1959年3月—），男，汉族，安徽肥东人，中华人民共和国政治人物，中国共产党党员。

## 生平
1975年12月参加工作。1982年毕业于安徽师范大学数学系。历任安徽省体育运动学校（现安徽体育运动职业技术学院）教师，安徽省体委计财处办事员、科长，安徽省体委计财处副处长，安徽省体委计财处处长。1995年8月，任安徽省体委办公室主任。期间于1995年8月至1997年8月挂职六安市委副书记。1997年11月，任安徽省第一训练中心党委书记。1999年8月，任安徽省体委副主任。2000年3月，任安徽省体育局副局长。期间于2009年12月至2010年12月挂职合肥市副市长。2011年12月，任安徽省体育局巡视员。2016年，任安徽省体育局党组书记、局长。
2018年3月，当选安徽省政协教科文卫体委员会主任。2019年8月，不再担任安徽省体育局局长、党组书记职务。2022年1月，不再担任安徽省政协教科卫体委员会主任职务。